# Coupe des Pays-Bas de football 1990-1991
Navigation
Édition précédente Édition suivante
La Coupe des Pays-Bas de football 1990-1991, nommée la KNVB beker, est la 73e édition de la Coupe des Pays-Bas. La finale se joue le 2 juin 1991 au stade De Kuip à Rotterdam.
Le club vainqueur de la coupe est qualifié pour les seizièmes de finale de la Coupe d'Europe des vainqueurs de coupe de football 1991-1992.

## Finale
Le Feyenoord Rotterdam qui termine la saison à la 8e place du championnat gagne la finale contre le BVV Den Bosch, club de deuxième division, et remporte son septième titre. La rencontre s'achève sur le score de 1 à 0.

## Anecdote
Juste avant la fin de la finale, les supporters du Feyenoord investissent le terrain. Feyenoord reçoit néanmoins la coupe. BVV Den Bosch a alors engagé une procédure en référé contre le Conseil du football professionnel de la KNVB. Le BVV Den Bosch juge que la deuxième mi-temps n'est pas arrivée à son terme et doit être rejouée. Feyenoord entame une procédure en référé, car le club estime qu'il est impossible de récupérer les joueurs partis en vacances. Mais il est décidé de rejouer la finale de la coupe à une date ultérieure. l'UEFA mécontent du fait que Den Bosch soit allé devant un tribunal civil, exclut le club des Coupes d'Europe pendant trois ans. Dans un procès ultérieur, le verdict antérieur est annulé et Feyenoord reste le vainqueur de la coupe.